# بختیارخیل‌ها
بختیارخیل‌ها یا باختری‌ها از اقوام کشور افغانستان هستند. این ایل با با میانخیل‌ها هم‌تبار بودند و هیچ ارتباطی با مردم ساکن در رشته کوه‌های زاگرس در غرب آسیا نداشته و صرفاً تشابه نام است. بختیارخیل‌ها بیشتر در جنوب شرقی افغانستان زندگی می‌کنند، اما در سایر ولایت‌های افغانستان مثل قندهار، بلخ، سرپل، قندوز، بلخ، کابل، دایکندی و هلمند نیز سکونت دارند. زبان مورد استفاده بختیارخیل‌ها، پشتو است.

## کوچ و اسکان
آنها مدت‌ها به شیوه قومی خود سالها در جنوب بلخ تا کوه‌های مرکزی افغانستان به شیوه ییلاق و قشلاق زندگی می‌نمودند. و پس از شکست در نزاع با قبایل افغان ییلاق خود را از دست دادند و در قشلاق مستقر شدند.